# نقش تل الصافي

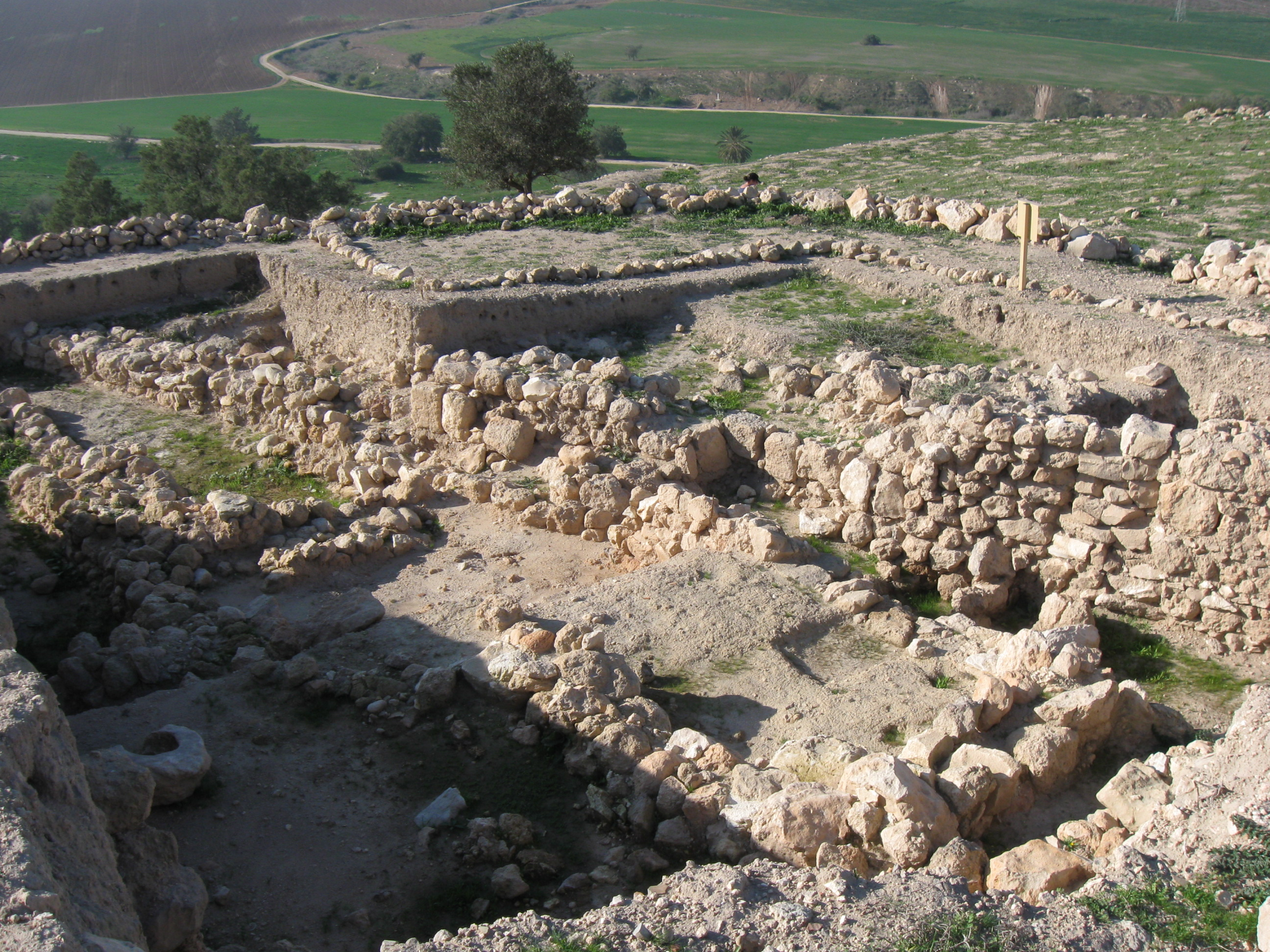
حفريات في تل الصافي

تم العثور على نقش تل الصافي في عام 2005 في الموقع الأثري في تل الصافي بمحافظة الخليل في فلسطين، المحدد مع مدينة جت التوراتية. كانت تحت طبقة التدمير في بداية العصر الحديدي (1000-925 قبل الميلاد).
تمت كتابة سبعة أحرف، يتم تفسيرها على أنها كلمتين، على قطعة من الفخار: "لوت وولت. تم اقتراح هذا في البداية ليكون مشابهًا لما كان يمكن أن يكون اسم جالوت، الشخصية التوراتية من جت. على الرغم من أن هذه الكتابة ليست بأي حال من الأحوال دليلًا على وجود جالوت.
وهو مكتوب في الأبجدية الكنعانية الأولية، وهو «أقدم نقش أبجدي معروف من موقع فلسطيني من العصر الحديدي في سياق محدد جيدًا».